# Сукре (город)
Су́кре (исп. Sucre) — столица Боливии, место пребывания Верховного Суда. Несмотря на такой статус этого города, большинство правительственных учреждений страны находятся в Ла-Пасе. Назван в честь Антонио Хосе Сукре.
Население города составляет 300 тыс. чел. (2011).

## Этимология
Город основан в 1538 году испанскими конкистадорами на месте индейской деревни Чаркас, называвшейся по наименованию одного из племен индейцев Аймара — «чарка». Испанцы дали новому городу название Ла-Плата (исп. la plata — «серебро»), так как близ него находились залежи серебра. Позже город именовался
Чукисака (на языке аймара — «серебряная гора»). В 1839 году город был переименован в Сукре в честь Антонио Хосе Сукре, одного из руководителей Войны за независимость.

## История
Сукре был основан 30 ноября 1538 года под названием Сьюдад-де-ла-Плата-де-ла-Нуэва Толедо (Город серебра в Новом Толедо) маркизом де Кампорредондо, Педро Ансуресом. В 1553 году в книге «Хроника Перу» Сьеса де Леона упоминается об основателе города — капитане Педро Ансуресе: «Этот городок Плата основал и заселил капитан Педро Ансурес, во имя его Величества императора и короля, нашего сеньора, когда его губернатором и капитан-генералом Перу был аделантадо дон Франсиско Писарро в 1538 году».
В 1559 году испанский король Филипп II основал Аудиенцию Чаркас в вице-королевстве Рио-де-Ла-Плата, наделив её властью над территорией, которая в настоящее время охватывает Парагвай, юго-восток Перу, северные части Чили и Аргентины, а также большую часть Боливии. Аудиенция Чаркас была частью Вице-королевства Перу до 1776 года, когда она была присоединена ко вновь созданному вице-королевству Рио-де-ла-Плата. В 1601 году францисканцами был основан монастырь Реколета, а в 1609 году в городе была основана архиепископская церковь. В 1624 году был основан Университет Св. Франциска Ксавье в Чукисака.
В колониальную эпоху город был очень похож на испанский город: узкие улочки центра города спроектированы в виде сетки, отражая андалузскую культуру, которая воплощена в архитектуре больших домов города и многочисленных монастырей и церквей. Сукре остаётся резиденцией римско-католической церкви в Боливии. В городе живут члены религиозных орденов, одетые в традиционные костюмы. На протяжении большей части своей колониальной истории умеренный климат Чукисаки предпочитали испанские королевские особы и богатые семьи, занимающиеся торговлей серебром из Потоси. Свидетельством тому является замок Глориета. Университет Сукре является одним из старейших университетов в Новом Свете.
25 мая 1809 году движение за независимость Боливии было начато со звона колокола базилики Святого Франциско. Этот колокол звенел до поломки, но его до сих пор можно найти в базилике: это одна из самых ценных реликвий города. До XIX века город был судебным, религиозным и культурным центром региона. Он был провозглашён временной столицей нового независимого Альто-Перу (позднее Боливия) в июле 1826 года. 12 июля 1839 года президент Хосе Мигель де Веласко издал указ, согласно которому город переименовали в честь революционного лидера Антонио Хосе де Сукре и объявили столицей Боливии. После экономического спада Потоси и промышленности по добыче серебра, столица Боливии в 1898 году была перенесена в Ла-Пас. В 1991 году город Сукре стал объектом Всемирного наследия ЮНЕСКО.
Город привлекает тысячи туристов каждый год благодаря хорошо сохранившемуся центру города со зданиями XVIII и XIX веков. Расположенный у подножия холмов-близнецов Чурукелья и Сика-Сика, Сукре является воротами в многочисленные небольшие деревни, относящиеся к колониальной эпохе, наиболее известной из которых является Тарабуко, где в марте проводится красочный фестиваль «Пуджлай»[уточнить]. Большинство их жителей являются представителями одной из коренных этнических групп. Многие одеваются в одежду, характерную для их соответствующих деревень.

## Климат
| Показатель                    | Янв. | Фев. | Март | Апр. | Май | Июнь | Июль | Авг. | Сен. | Окт. | Нояб. | Дек. | Год |
| ----------------------------- | ---- | ---- | ---- | ---- | --- | ---- | ---- | ---- | ---- | ---- | ----- | ---- | --- |
| Средний суточный максимум, °C | 20   | 20   | 20   | 20   | 20  | 20   | 19   | 20   | 21   | 22   | 21    | 21   | 20  |
| Средний суточный минимум, °C  | 10   | 10   | 10   | 9    | 7   | 5    | 4    | 6    | 7    | 9    | 10    | 10   | 8   |
| Норма осадков, мм             | 161  | 118  | 116  | 39   | 5   | 2    | 1    | 10   | 27   | 55   | 69    | 126  | 729 |
| Источник:                     |      |      |      |      |     |      |      |      |      |      |       |      |     |

## Известные уроженцы и жители
- Бердесио, Роберто (1910—1996) — живописец.
- Матьенсо, Хуан де (1520—1579) — юрист и экономист, разработчик теорий «свободного рынка», «стоимости» и «справедливой цены».
- Каланча, Антонио де — выдающийся священник, историк, этнограф Перу и Боливии.
- Карденас, Бернардино де — миссионер-францисканец. Епископ и губернатор Парагвая. Исследователь индейцев Центральных Анд, истории Инков.
- Давид Падилья Арансибиа — президент Боливии в 1978—1979 годах.
- Суданьес, Хайме де (1776—1832) — южноамериканский политик, государственный деятель, герой борьбы за независимость государств Южной Америки.

## Города-побратимы
| - Белу-Оризонти, Бразилия - Богота, Колумбия - Брюссель, Бельгия - Икике, Чили - Картахена, Колумбия - Консепсьон, Чили - Куритиба, Бразилия - Ла-Плата, Аргентина - Мехелен, Бельгия - Нанкин, Китай - Сан-Мигель-де-Тукуман, Аргентина (2012) - Сан-Сальвадор-де-Жужуй, Аргентина - Стамбул, Турция - Богота, Колумбия - Брюссель, Бельгия - Бусто-де-Буреба, Испания - Каракас, Венесуэла - Кардифф, Уэльс - Кито, Эквадор - Консепсьон, Чили - Кумана, Венесуэла - Лима, Перу - Лиссабон, Португалия - Мадрид, Испания - Мехелен, Бельгия | - Мехико, Мексика - Монреаль, Канада - Нью-Йорк, США - Париж, Франция - Потоси, Боливия - Рим, Италия - Сан-Сальвадор-де-Жужуй, Аргентина - Санто-Доминго, Доминиканская республика - Сантьяго, Чили - Сан-Хуан, Пуэрто-Рико - Ушуая, Аргентина |

## Галерея

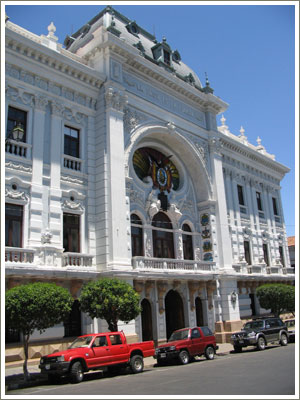
Префектура города Сукре
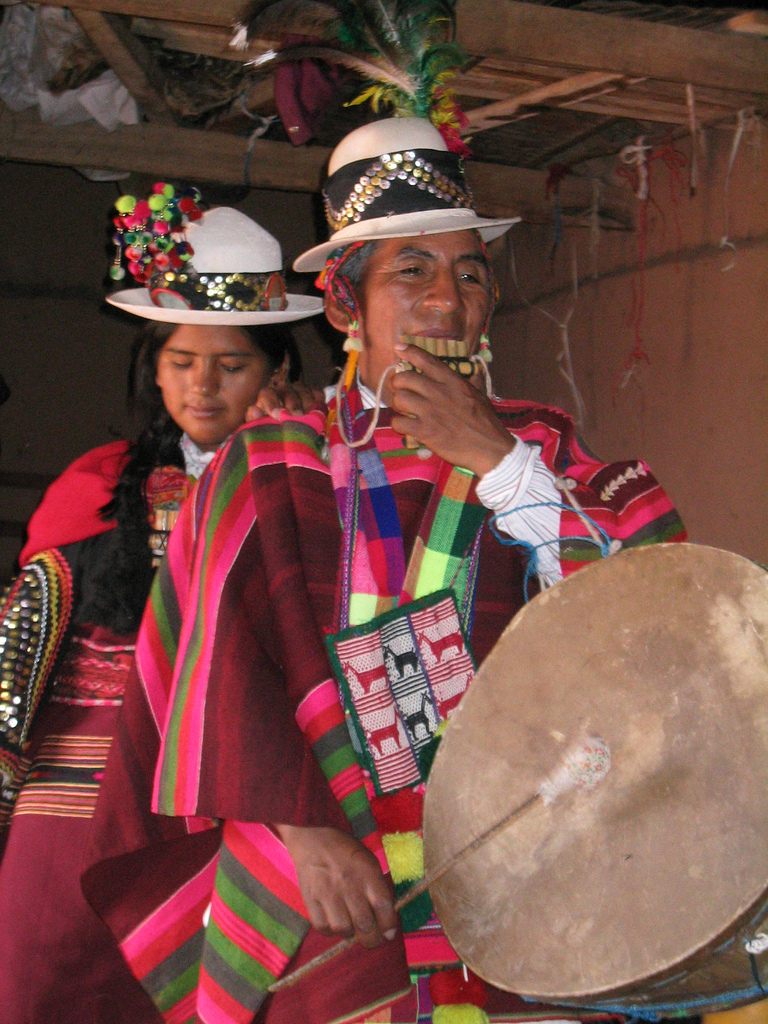
Время фестиваля в Сукре